# Marcela Sadilová
Marcela Sadilová (Praga, 26 de febrero de 1967) es una deportista checa que compitió para Checoslovaquia en piragüismo en la modalidad de eslalon. Ganó cuatro medallas en el Campeonato Mundial de Piragüismo en Eslalon entre los años 1991 y 2007, y cinco medallas en el Campeonato Europeo de Piragüismo en Eslalon entre los años 1996 y 2004.

## Palmarés internacional
| Representando a Checoslovaquia  |                                      |                  |                |
| Campeonato Mundial              |                                      |                  |                |
| Año                             | Lugar                                | Medalla          | Competición    |
| 1991                            | Tacen (Yugoslavia)                   | Medalla de plata | K1 por equipos |
| Representando a República Checa |                                      |                  |                |
| Campeonato Mundial              |                                      |                  |                |
| Año                             | Lugar                                | Medalla          | Competición    |
| 2002                            | Bourg-Saint-Maurice (Francia)        | Medalla de plata | K1 por equipos |
| 2005                            | Penrith (Australia)                  | Medalla de oro   | K1 por equipos |
| 2007                            | Foz do Iguaçu (Brasil)               | Medalla de plata | K1 por equipos |
| Campeonato Europeo              |                                      |                  |                |
| Año                             | Lugar                                | Medalla          | Competición    |
| 1996                            | Augsburgo (Alemania)                 | Medalla de oro   | K1 individual  |
| 1996                            | Augsburgo (Alemania)                 | Medalla de oro   | K1 por equipos |
| 1998                            | Roudnice nad Labem (República Checa) | Medalla de oro   | K1 por equipos |
| 2000                            | Mezzana (Italia)                     | Medalla de plata | K1 por equipos |
| 2004                            | Skopie (Macedonia)                   | Medalla de oro   | K1 por equipos |